# Chlorops rufinus
Chlorops rufinus är en tvåvingeart som först beskrevs av Zetterstedt 1848.  Chlorops rufinus ingår i släktet Chlorops och familjen fritflugor. Arten är reproducerande i Sverige. Inga underarter finns listade i Catalogue of Life.